# Lipetrén
Formación Lipetrén es una unidad de edad conformada por pórfiros graníticos, aflorante en la provincia geológica Macizo Nordpatagónico, en la provincia de Río Negro.

## Litología
La unidad está compuesta por pórfiros graníticos de color rosado a rosa anaranjado, y por granitos leucocráticos de color rosado a rojo fuerte. El tamaño de grano es fino a mediano, en algunos sectores más gruesos. Son de textura porfírica, presentando fenocristales de cuarzo, feldespato potásico, plagioclasa y, en menor medida, micas. En vista microscópica se observan fenocristales de feldespato potásico subhedrales con extionción ondulosa. En menor proporción, se halla plagioclasa ácida alterada a caolinita, y minoritariamente se observan biotita y óxidos de hierro. La textura local es cataclástica.

## Distribución
La Formación Lipetrén aflora al sudoeste de la provincia geológica Macizo Nordpatagónico, como se puede ver en la Hoja geológica 40d, Ingeniero Jacobacci

## Relaciones estratigráficas
Las rocas de la Formación Mamil Choique se hallan intruidas por las de la Formación Lipetrén, sobre las cuales se hallan las volcanitas de la Formación Huitrera.

## Edad
Se determinó la edad mediante dos métodos isotópicos distintos. El método K-Ar arrojó una edad de 238 Ma para la Formación Lipetrén en la zona de Ingeniero Jacobacci, mientras que el método dio como resultado Rb-Sr una edad de  207±1 Ma.